# Aeroportul Al Bayda'
Aeroportul Al Bayda' (IATA: BYD, ICAO: OYBI) este un aeroport din Hatib District⁠(d), Guvernoratul Shabwah, Yemen ce deservește zona Al Bayda. A fost numit după zona deservită.
Situat la o altitudine de 1.865 m, aeroportul dispune de o singură pistă.